# Casa Fuster
La casa Fuster es un edificio modernista en Barcelona, diseñado y creado por el arquitecto catalán Lluís Domènech i Montaner entre los años 1908 y 1910.
Se encuentra situado en el paseo de Gracia, al lado de la avenida Diagonal. Fue convertido en hotel de lujo en 2004.

## Descripción
El edificio conocido como Casa Fuster fue proyectado por el arquitecto Lluís Domènech i Montaner y construido entre 1908-1911, por encargo de Mariano Fuster i Fuster y de Consòl Fabra i Puig. Fue la última casa urbana proyectada por el arquitecto y está situada justo al final del paseo de Gràcia, en la zona conocida como Els Jardinets, punto de unión con la antigua villa de Gràcia, donde los propietarios tenían un terreno con un antiguo edificio (la Fábrica de Chocolate Juncosa) y donde quisieron construir una nueva casa.
Desde 1911, la Familia Fuster i Fabra vivió en la planta noble. En 1922, el edificio fue adquirido por D. Jaume Ymbern Fort, momento en que el Café Vienés, localizado en la planta baja del edificio, se convirtió en lugar de encuentro y tertulia de los artistas y miembros del alta sociedad de la época.
Durante muchos años, la Casa Fuster fue un inmueble de viviendas (los hermanos Espriu eran algunos de los inquilinos de la finca) hasta que, en 1962, la compró la empresa ENHER (Empresa Nacional Hidroeléctrica del Ribagorzana) con la intención de derribarla y hacer un nuevo edificio para instalar sus oficinas. Gracias a la oposición popular y a varios artículos anónimos en la prensa del momento, se salvó el edificio y unos años después, en 1978, se inició una rehabilitación para adaptar el interior a su nuevo uso y restaurar el exterior. 
Posteriormente, en 2000, la empresa Hoteles Center adquirió el edificio con la intención de volverlo a abrir en la ciudad -en este caso como hotel- después de una larga y costosa rehabilitación a cargo de la empresa GCA, con los arquitectos Josep Juanpere y Josep Riu. Durante el proceso de restauración no sólo se respetaron todos aquellos elementos originales de la casa -bóvedas, columnas, ornamentos-, sino que, además, el proyecto decorativo realzó los espacios del edificio y le dio un nuevo valor. En 2004 se abrió el hotel Casa Fuster, con categoría de hotel de 5 estrellas.
Domènech i Montaner utilizó en el diseño de esta casa –encargada por el pintor e industrial  Mariano Fuster– muchos de sus elementos característicos como arquitecto: base de robustas columnas en piedra roja, ventanas trilobulares y ornamentación floral. El conjunto, no obstante, denota una gran contención expresiva, favorecida por el blanco del mármol y la euritmia de las dos fachadas principales organizadas alrededor de una tribuna corrida que a partir de la primera planta está torneada como una torre hasta el coronamiento del edificio; la posterior es, insólitamente, plana.
El edificio se remata con unas mansardas de estilo francés.
Usos
Debido al gasto tan elevado de la construcción y el mantenimiento de la misma, la familia Fuster-Fabra dejó de vivir en ella a principios de los años 1920. Esto provocó que el edificio fuese cambiando de inquilinos en varias ocasiones, siguiendo un poco los avatares de la historia y las personas influyentes de la época que querían permitirse el lujo de residir en ella y varios establecimientos comerciales.
Uno de ellos fue el Café Vienés, durante un tiempo en la década de los 40 y posteriormente a partir de 2004, esta cafetería y local de eventos de gran prestigio le otorgó reconocimiento y fama a la obra de Domènech i Montaner.

## Galería de imágenes

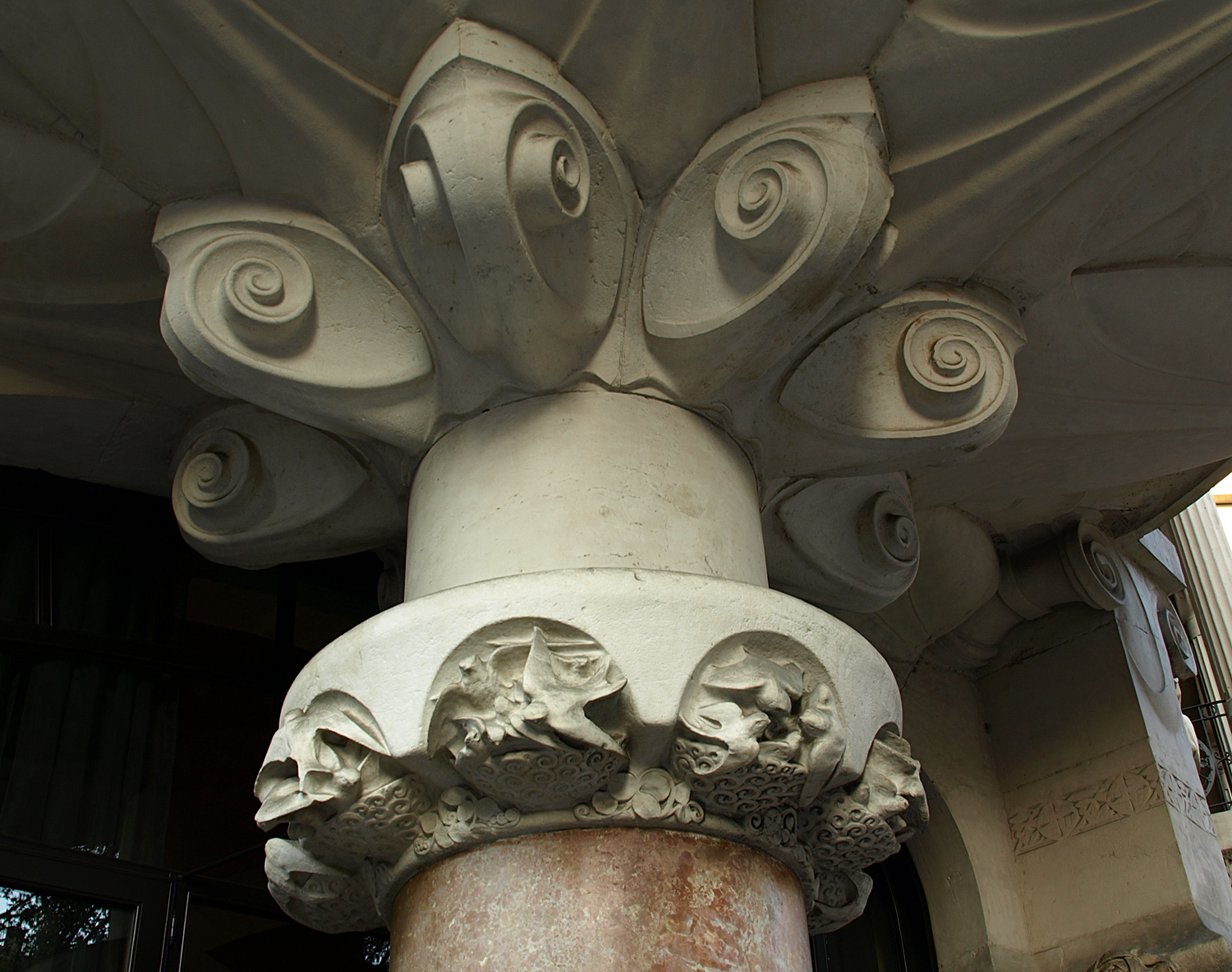
Ornamentación de columna
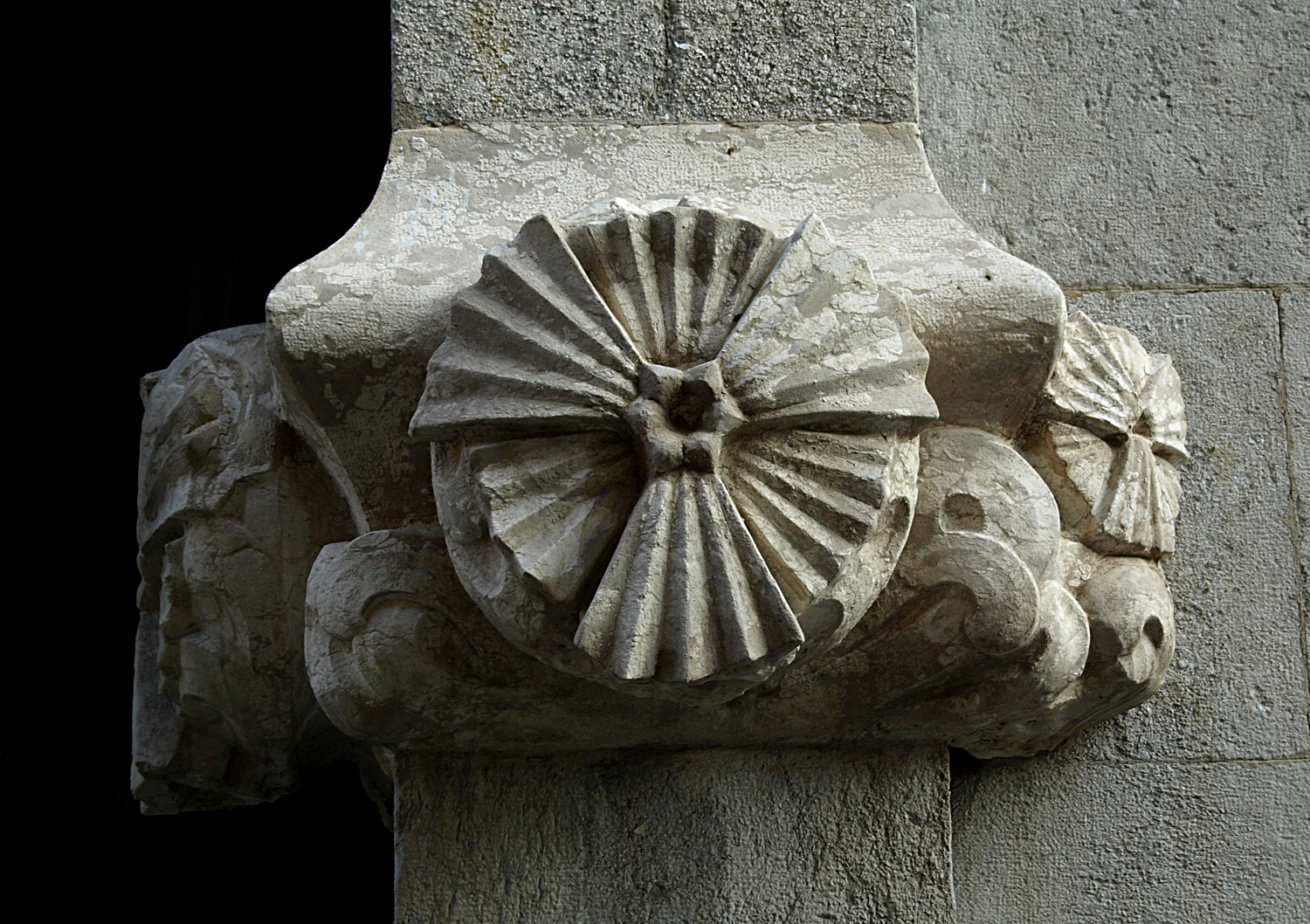
Ornamentación de columna
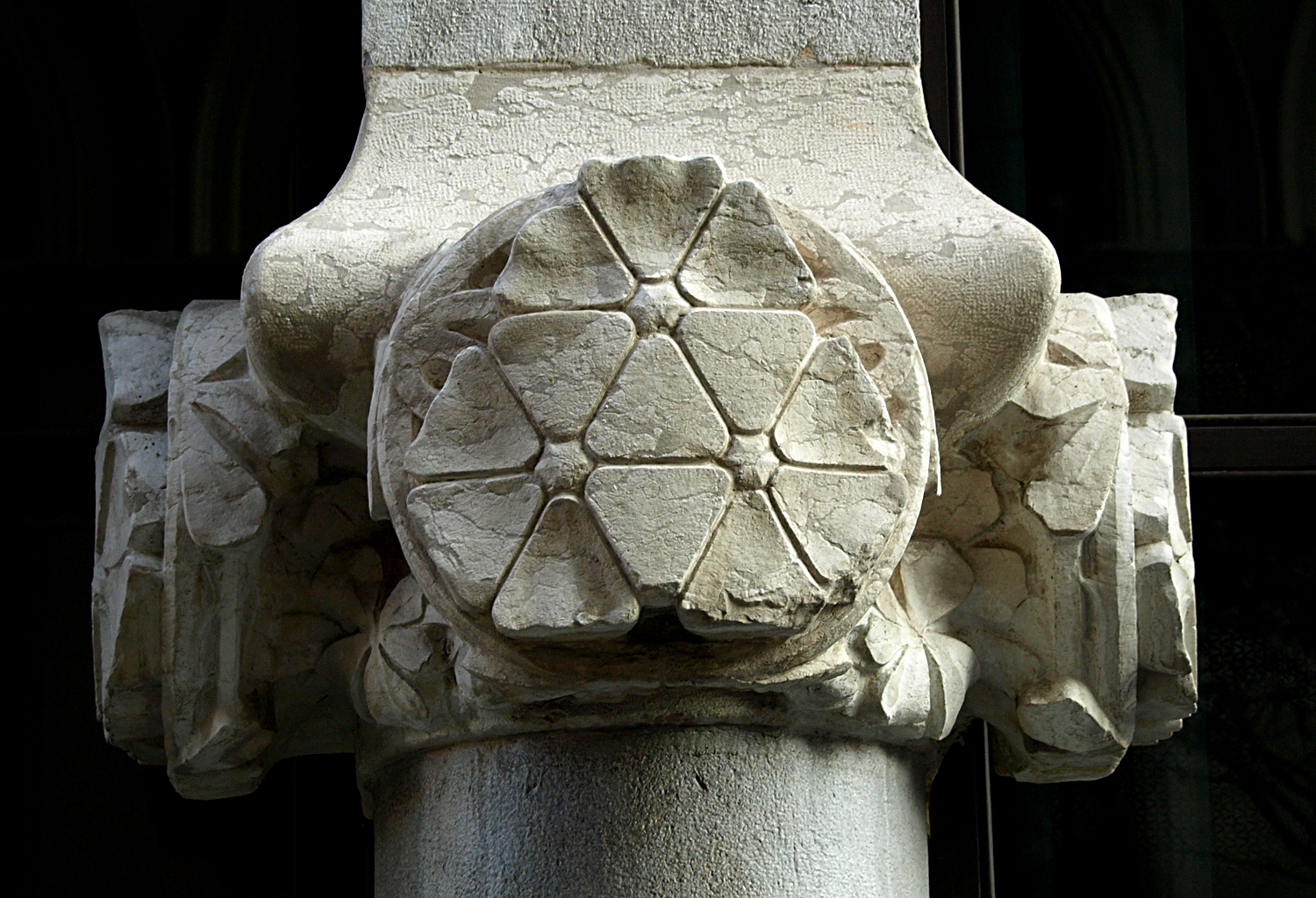
Ornamentación de columna
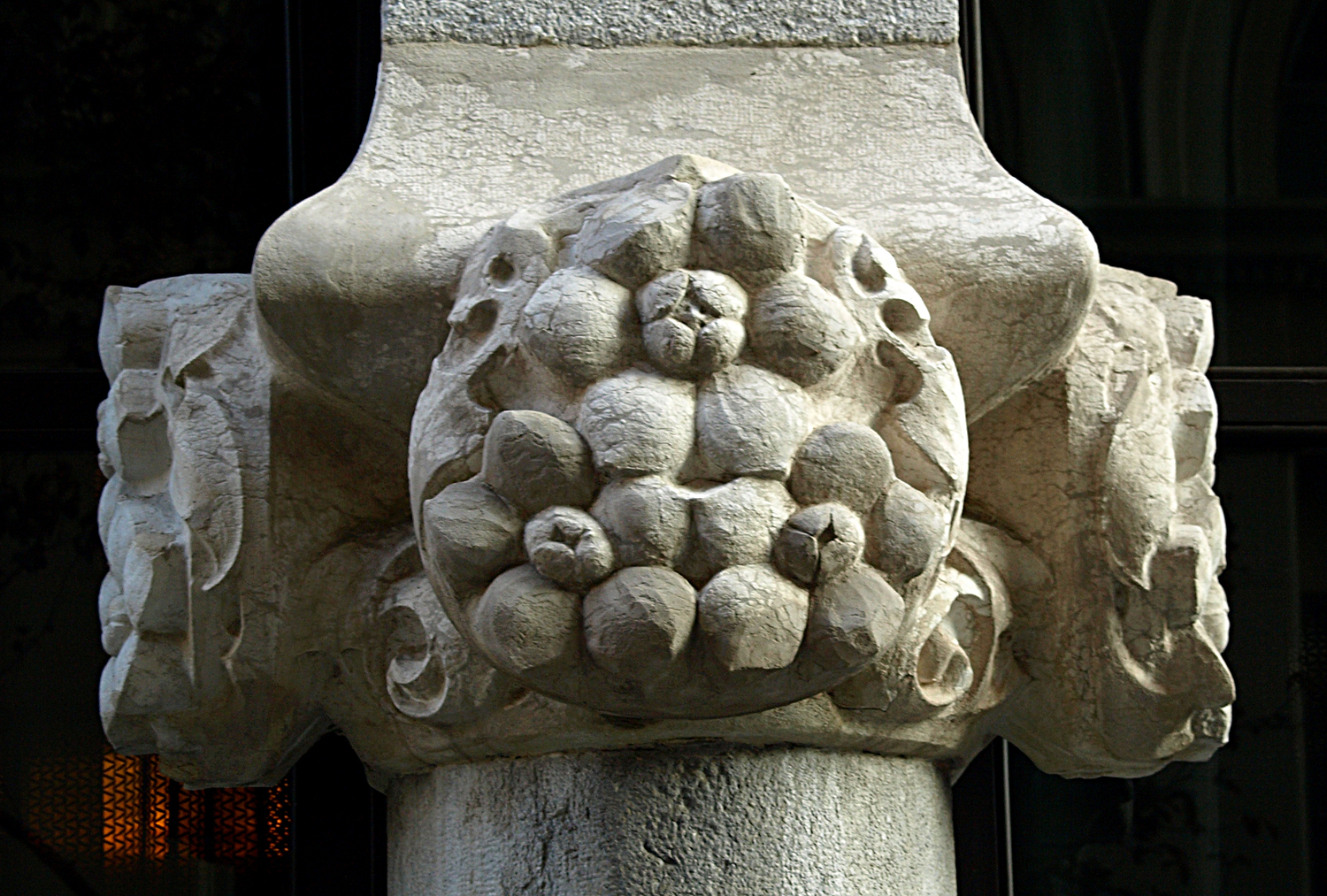
Ornamentación de columna
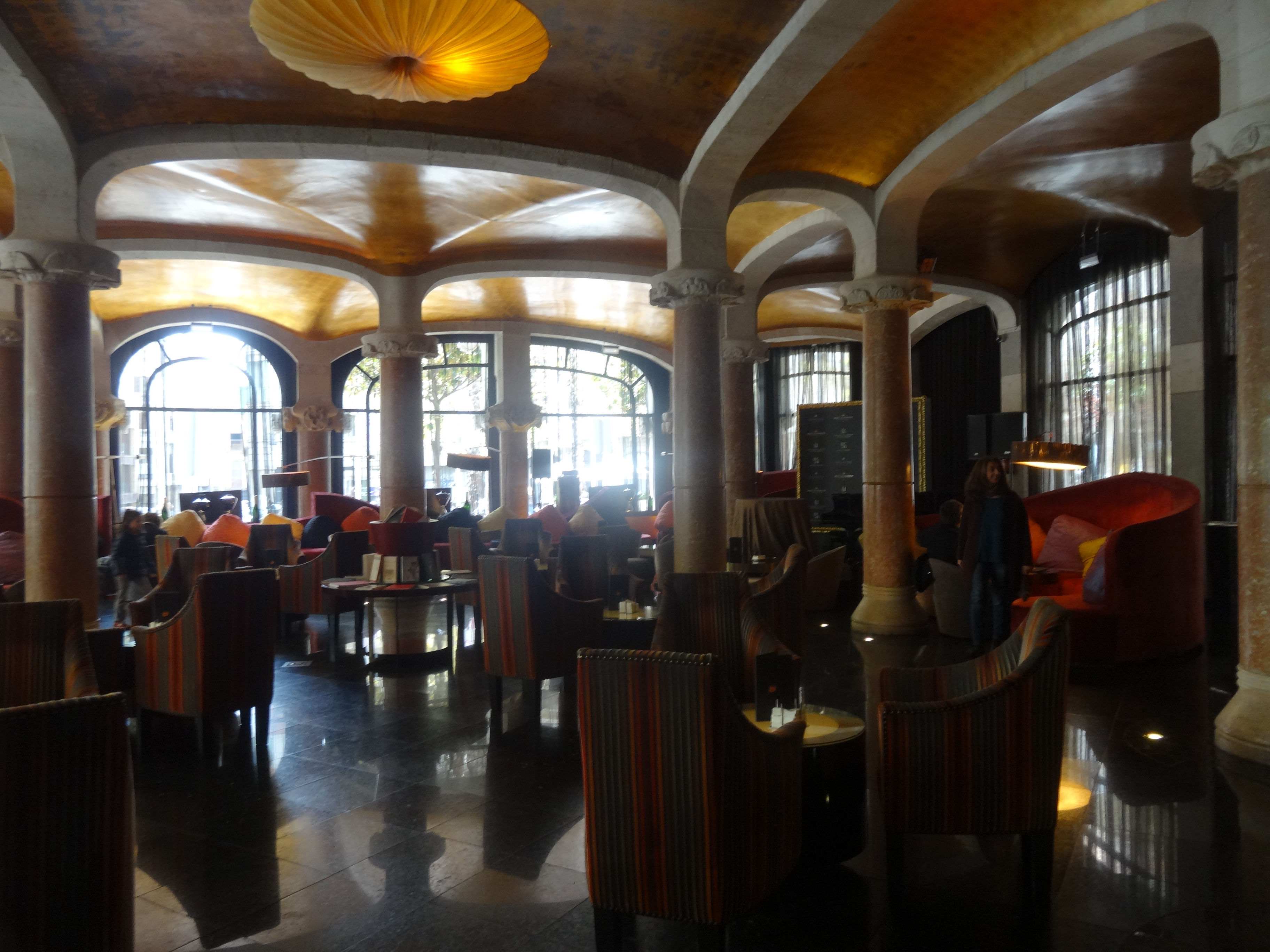
Café Vienés
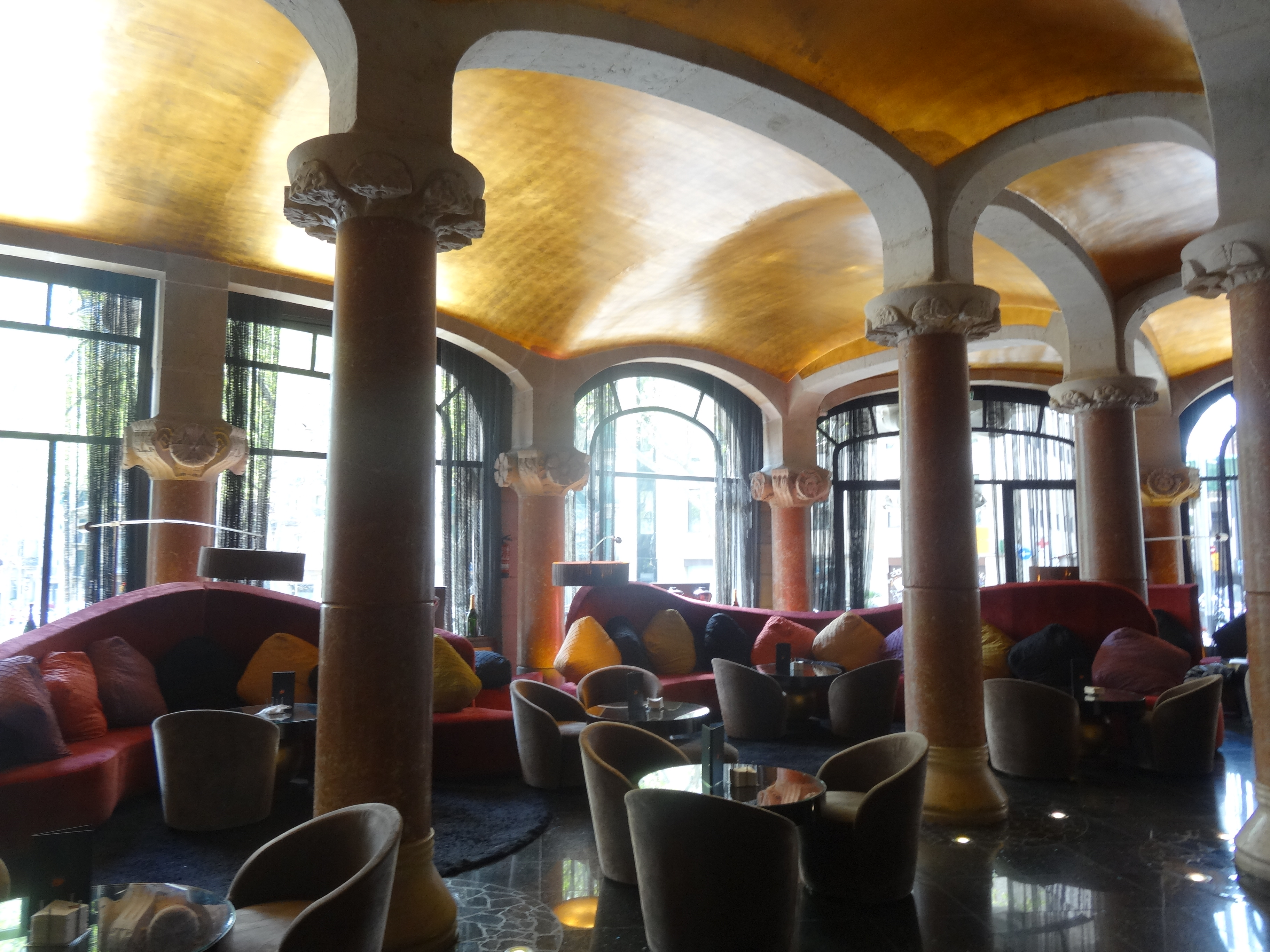
Planta baja de la Casa Fuster